# Канарская социалистическая партия
Канарская социалистическая партия (исп. Partido Canario Socialista или PCS) — политическая партия острова Лансароте Канарских островов Испании. Зарегистрирована избирательными органами в 1995 году.
Возглавлемая Эдилией Сорайей Нодой Рамос партия участвовала в канарских выборах 1995 года. Партия набрала 325 голосов (0, 98 % голосов на острове Лансароте). Бо́льшую часть голосов партия получила в Арресифе, набрав 220 голосов (1, 41 %). В Тиасе партия набрала 56 голосов (1, 56 %)
На муниципальных выборах в 1995 году Канарская социалистическая партия боролась за места в парламенте в двух муниципалитетах — Арресифе и Тиасе. В Арресифе партия набрала 195 голоса (1, 25 %), в Тиасе — 42 голоса (1, 17 %) а других же муниципалитетах она мест в местных органах власти не получила.